# Скот (планина)
Планината Скот (на английски: Scott Mountains) са отделно стърчащи над ледения щит върхове, разположени в Източна Антарктида, Земя Ендърби. Простират се южно от залива Амундсен на море Космонавти. Максимална височина връх Гордън 1747 m (67°36′ ю. ш. 50°20′ и. д. / 67.6° ю. ш. 50.333333° и. д.), разположен в западната им част. Други характерни върхове са Симпсън 1722 m, Ушаков 1260 m, Рефренс 1125 m и др. От нея към заливите Кейси и Амундсен се спускат съответно планинските ледници Тайер и Остер.
Планината е открита на 13 януари 1930 г. от участниците в съвместната британско-австралийско-новозеландската антарктическа експедиция (БАНЗАРЕ) с ръководител Дъглас Моусън и е наименувана в чест на видния британски антарктически изследовател Робърт Скот. В края на 1950-те години е детайлно топографски заснета и картирана от няколко съветски антарктически експедиции.